# Shāmgarh
Shāmgarh är en ort i Indien.   Den ligger i distriktet Mandsaur och delstaten Madhya Pradesh, i den centrala delen av landet, 500 km söder om huvudstaden New Delhi. Shāmgarh ligger 469 meter över havet och antalet invånare är 23 075.
Terrängen runt Shāmgarh är huvudsakligen platt. Shāmgarh ligger uppe på en höjd. Runt Shāmgarh är det ganska tätbefolkat, med 230 invånare per kvadratkilometer. Det finns inga andra samhällen i närheten. Trakten runt Shāmgarh består till största delen av jordbruksmark.